# Денисенко Григорій Власович
Денисенко Григорій Власович (23 січня 1893, містечко Сміле Роменського пов. Полтавської губ., тепер село Роменського р-ну Сумської обл. — 8 серпня 1964, Вашингтон, США) — професор Української Господарчої академії в Подебрадах, заступник голови УНРади, рівненський та старокостянтинівський повітовий комісар УНР.

## Біографія
У 1917 р. — рівненський повітовий комісар УНР. У січня 1918 р. обраний членом Українських Установчих Зборів від Волинської виборчої округи.
Після гетьманського перевороту — ув'язнений у м. Біла.
За Директорії — старокостянтинівський повітовий комісар.
По тому виїхав до Львова. З 1922 р. — у Чехословаччині.
Перед виїздом до США очолював Союз українських соціалістів.
У США працював в Українському Технічному інституті та редактором «Голосу Америки» у Вашингтоні.
Похований на кладовищі у Баунд-Бруку.